# De Stuw-groep
De Stuw-groep, formeel de Vereeniging tot bevordering van de maatschappelijke en staatkundige ontwikkeling van Nederlandsch-Indië,  was een groep die genoemd werd naar haar orgaan De Stuw. Ze was van 1930 tot en met 1933 in Nederlands-Indië actief om de geleidelijke ontwikkeling van Indië tot een onafhankelijk Indisch gemenebest te propageren.

## Geschiedenis

### Historische broedplaats
De ethische politiek in het koloniale beleid werd aan de Universiteit Leiden door twee eminente geleerden uitgedragen, de specialist in het adatrecht van Nederlands-Indië Cornelis van Vollenhoven, en de islam-kenner Christiaan Snouck Hurgronje. Hun colleges hadden enige decennia grote invloed op de vorming van toekomstige Indische bestuursambtenaren, die in Leiden indologie studeerden. In die liberale en vooruitstrevende sfeer ontstond ook contact tussen Nederlandse en Indonesische (meestal uit regentenfamilies afkomstig) studenten en hun samenwerking kreeg gestalte in het Indonesisch Verbond voor Studerenden. In 1918 schreef de latere voorzitter van de Volksraad van Nederlands-Indië J.A. Jonkman in het verbondsblad Hindia Poetera dat de ethische koers over haar hoogtepunt was en dat nu een “Indonesische nationale politiek” nodig was, waarmee hij doelde op een geestelijke en staatkundige onafhankelijkheid.

### De jaren 20 van de twintigste eeuw
De voortschrijdende verbetering van leefomstandigheden van de Indonesische bevolking leidde tot een verhoogd bewustzijn, de vorming van organisaties en het stellen van sociale en politieke eisen. De economische crisis bracht echter later forse bezuinigingen en verarming met zich mee. Dit alles riep beduchtheid op bij de Indo-Europese samenleving en het bedrijfsleven en resulteerde eerst in een afzwakking en uiteindelijk verlaten van de ethische koers. Stond aanvankelijk nog de associatiegedachte (samenwerking tussen de bevolkingsgroepen) voorop, dit werd vervolgens non-coöperatie en ten slotte regelrecht antagonisme.

### Oprichting en doelstelling

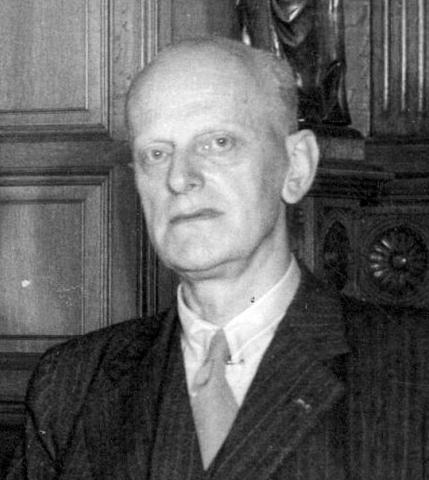
J.A.Jonkman, een van de oprichters

Het is dan ook niet verwonderlijk dat J.A. Jonkman en andere evenals hij in Leiden gevormde ambtenaren en hoogleraren van de Rechtshogeschool van Batavia uit een beduchtheid voor de teloorgang van het emancipatieproces in 1930 de Vereeniging tot bevordering van de maatschappelijke en staatkundige ontwikkeling van Nederlandsch-Indië oprichtten. Dit waren onder andere H.J.van Mook, J.H.A. Logemann, G.W.J. Drewes en F.M. baron van Asbeck.
Het streven was de vereniging van alle Nederlanders in Indië die het als hun plicht zagen mee te werken aan Nederlands koloniale taak, die bij de realisatie van een zelfstandig Indisch gemenebest voltooid zal zijn. Nadrukkelijk werd aansluiting gezocht bij de beginselverklaring van de Minister van Koloniën Thomas Bastiaan Pleyte: “Indië’s hulpbronnen zoveel mogelijk door Indische volkskracht te ontsluiten, de bevolking geschikt te maken tot het behartigen van eigen belangen en het bestuur van eigen land en daarmede de grondslagen te leggen voor een volledig zelfbestuur.”
Het uiteindelijke doel was onafhankelijkheid: het Indische gemenebest moest in volle zelfstandigheid zelf beslissen over de uiteindelijke vorm en een blijvende band met Nederland. Colijns idee van onvoorwaardelijke rijkseenheid met een op den duur zelfstandiger positie voor Indië werd verworpen. In de toenmalige Indische verhoudingen was het duidelijk uitspreken door Nederlanders in dergelijke hoge functies van de gewenste onafhankelijkheid zeer vooruitstrevend. Echter, het bereiken van dit ideaal werd wel aan voorwaarden verbonden. De belangrijkste voorwaarde was medewerking door de Indonesische bevolking en de mate van medewerking zou het tempo van de ontwikkeling naar onafhankelijkheid bepalen. Dit alles moest geschieden onder Nederlandse leiding en naar Nederlandse normen en de Nederlandse leiding zou uiteindelijk beslissen wanneer het tijd was voor een volledige onafhankelijkheid. Zowel het Nederlandse chauvinisme als het Indonesische nationalisme werd als “uit den tijd” van de hand gewezen. De oprichters meenden dat voor de Indonesische nationalisten door “krachtige arbeid aan de economische en sociale ontwikkeling van hun volk” nu de weg openstond naar de vrijheid van hun land.

### Uitwerking en betekenis
In de vier jaar van zijn bestaan is de Stuw-groep nooit een grote en belangrijke volksbeweging geworden. Enerzijds waren daarvoor de oprichters en de leden (ruim 200) te elitair door hun opleiding en functies, anderzijds keerde mede door de economische crisis het politieke tij zich tegen hen. Na het aantreden in 1931 van Jhr. B. C. de Jonge als gouverneur-generaal nam de rigide handhaving van het gezag en de onderdrukking van de Indonesische aspiraties alleen maar toe.
In de bestuurlijke wereld werden de artikelen in De Stuw zeker gelezen en ongetwijfeld waren daar meer sympathisanten, maar in het heersende politieke klimaat was het veiliger om daarvoor niet uit te komen. Van Indo-Europese zijde werd de groep in hun dagbladen en door de Vaderlandsche Club (die wel duizenden leden telde) fel bestreden. Aan Indonesische kant stond men niet onsympathiek tegenover de uitgangspunten, maar voor de aanhangers van de Partai Nasionalis Indonesia van Soekarno c.s ging het lang niet ver genoeg.

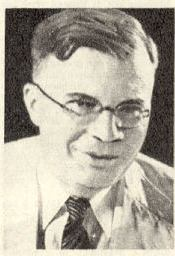
H.J. van Mook

De groep kwam door de brochure en de publicatie daarvan in De Stuw over het proces in 1931 tegen Soekarno en andere voormannen van de PNI tegenover de landsregering te staan. Hoewel het proces op puur juridische en niet op politieke gronden werd afgekeurd, riep deze veroordeling van het proces in de Indische gemeenschap scherpe reacties op. De Jonge weigerde Van Mook tot hoogleraar te benoemen en vertelde hem ronduit bij de uitreiking van een onderscheiding, dat hij die, als het aan de landvoogd had gelegen, niet had gekregen. Mede hierdoor slonk het aantal leden en men besloot op 11 december 1933 de vereniging en het blad op te heffen, ook omdat men de tegenstelling tot het regeringsbeleid voor een in beginsel regeringsgezinde en niet-demagogische groep belemmerend vond werken.
In de bestuurlijke koloniale wereld is de persoonlijke invloed van de verschillende Stuw-leden door hun posities destijds en na de Tweede Wereldoorlog zeker van belang geweest. Het blad en zijn schrijvers hebben een rol in de Indische samenleving gespeeld, alleen al door de ideeën die zij uitdroegen. G.J. Resink beschouwde echter die ideeën als oude wijn in nieuwe zakken, hij noemde hen niet onterecht “neo-ethici”. Voor de Indonesische geschiedenis is het optreden van De Stuw-groep van geen enkele betekenis; in de koloniale geschiedenis van Nederland was het een licht dat slechts kort schitterde.